# Пушкарук, Полина Сергеевна
Поли́на Серге́евна Пушкару́к (род. 4 января 1991, Москва, СССР) — российская актриса

 театра и кино.

## Биография
Родилась 4 января 1991 года в Москве.
В 2014 году окончила ГИТИС, где обучалась актёрскому мастерству в студии Сергея Женовача. После выпуска принята в труппу его театра «Студия театрального искусства», в котором была задействована в постановках «Самоубийца», «Записные книжки», «Битва жизни», «Москва-Петушки».
Известна по ролям в фильмах «Я не вернусь» (2014) и «Вечная жизнь Александра Христофорова» (2018) и по ролям в сериалах «Жизнь и судьба» (2012), «Молодая гвардия» (2015) и «Колл-центр» (2019).

## Творчество
Дебют актрисы в кино состоялся в 2012 году в сериале Сергея Урсуляка «Жизнь и судьба», где снимались такие известные актеры, как Сергей Маковецкий, Анна Михалкова, Александр Балуев. В 2014 году Полина сыграла эпизодическую роль машинистки Михаила Фрунзе в фильме «Солнечный удар».
В 2014 году с участием Пушкарук вышел детективный триллер Юрия Мороза «Инквизитор». В этом сериале начинающая актриса предстала в образе прислуги.
Широкая известность к ней пришла с главной ролью в картине эстонского режиссёра Ильмара Раага «Я не вернусь». За роль в этом фильме в 2014 году Полина завоевала награду за лучший женский дебют на кинофестивеле «Созвездие».
В 2015 году Пушкарук сыграла Фросю в телесериале Сергея Урсуляка «Тихий Дон», а также снялась в военном телесериале «Молодая гвардия», основанном на документально подтвержденных фактах о группе Краснодонских партизан-подростков, бесстрашно действовавших в оккупированном немцами в 1942 году городе. В многосерийном фильме актриса исполнила роль Анюты Соповой, которая вместе с остальными членами «Молодой гвардии» горела желанием жить и спасти родную землю.
В марте 2015 года на ТНТ стартовал молодежный проект режиссера Фёдора Стукова «Филфак», в котором Пушкарук досталась роль застенчивой студентки Нади Васиной.
В 2020 году вышел комедийный фильм Евгения Шелякина «Хэппи-энд», который снимался в Таиланде, и ради которого актрисе пришлось учиться трюкам с огненными шарами. В этой ленте Полина играет неуклюжую девушку по имени Мила.

## Фильмография
1. 2012 — «Жизнь и судьба» (сериал, реж. Сергей Урсуляк) — Катя Венгрова, радистка
2. 2014 — «Инквизитор» (сериал, реж. Юрий Мороз) — Дарья
3. 2014 — «Я не вернусь» (реж. Ильмар Рааг) — Аня Морозова
4. 2014 — «Солнечный удар» (реж. Никита Михалков) — машинистка М. Фрунзе, эпизод
5. 2015 — «Таня» (короткометражный, реж. Никита Иконников) — Таня
6. 2015 — «Молодая гвардия» (сериал, реж. Леонид Пляскин) — Анюта Сопова
7. 2015 — «Тихий Дон» (сериал, реж. Сергей Урсуляк) — Фрося
8. 2015 — «Гость» (реж. Денис Родимин) — невеста
9. 2016 — «Наташина любовь» (короткометражный, реж. Александр Коротков) — Наташа
10. 2017 — «Филфак» (сериал, реж. Фёдор Стуков) — Надя Васина
11. 2018 — «Операция „Сатана“» (сериал, реж. Юрий Мороз) — Анфиса Авдеева, лейтенант, сотрудница архива МУРа
12. 2018 — «Вечная жизнь Александра Христофорова» (реж. Евгений Шелякин) — Николь
13. 2018 — «Ненастье» (сериал, реж. Сергей Урсуляк) — Жанна
14. 2019 — «Формула мести» (сериал, реж. Сергей Коротаев) — Анфиса Авдеева, сотрудник архива, лейтенант милиции
15. 2019 — «Одесский пароход» (реж. Сергей Урсуляк) — эпизод
16. 2019 — «Колл-центр» (сериал, реж. Наталья Меркулова, Алексей Чупов) — Лиза Некрасова, оператор колл-центра
17. 2020 — «Хэппи-энд» (реж. Евгений Шелякин) — Мила
18. 2020 — «Катран» — Анфиса Авдеева, лейтенант милиции, сотрудница архива МУРа
19. 2021 — «Западня» — Анфиса Авдеева, лейтенант милиции, сотрудница архива МУРа
20. 2021 — «Угрюм-река» (сериал, реж. Юрий Мороз) — Варвара, кухарка Громовых, возлюбленная Ибрагима[5]
21. 2021 — «Ёлки 8» — Алиса, ивентор из Уфы
22. 2022 — «Дышите свободно» (реж. Сергей Бодров-старший) — Вера
23. 2022 — «Однажды в пустыне» — жена Жилина
24. 2022 — «Через прицел» — Мина Карасик, снайпер
25. 2022 — «Оффлайн» — Паша (Прасковья Васильева)
26. 2023 — «Актрисы» — Оксана, актриса

## Награды
- 2014 — Приз ХХI международного фестиваля актёров кино «Созвездие» в номинации «Лучший женский дебют» в фильме режиссёра Ильмара Раага «Я не вернусь» (Орёл).
- 2014 — Приз VII Международного кинофестиваля «Восток&Запад. Классика и авангард» за лучшую женскую роль актёрскому дуэту Полине Пушкарук и Вике Лобачевой[6].